# 王道隆 (明朝)
王道隆，字萱生，直隸江都縣人，明末政治人物。

## 生平
天啓甲子領鄉薦，歷仕山東濱州知州。崇禎十五年（1642年）冬，流寇至滨州，王道隆慷慨不屈，受伤身死。家族十餘口遇難。